# Kněževes (powiat Rakovník)
Kněževes – miasteczko i gmina w Czechach, w powiecie Rakovník, w kraju środkowoczeskim. Według danych z dnia 1 stycznia 2021 liczyła 1 046 mieszkańców